# Лонг Бранч (Њу Џерзи)
Лонг Бранч (енгл. Long Branch) град је у америчкој савезној држави Њу Џерзи. По попису становништва из 2010. у њему је живело 30.719 становника.

## Демографија
Према попису становништва из 2010. у граду је живело 30.719 становника, што је 621 (2,0%) становника мање него 2000. године.
| Група             | 2000.          | 2010.          |
| Белци             | 17.831 (56,9%) | 15.939 (51,9%) |
| Афроамериканци    | 5.847 (18,7%)  | 4.364 (14,2%)  |
| Азијати           | 513 (1,6%)     | 655 (2,1%)     |
| Хиспаноамериканци | 6.477 (20,7%)  | 8.624 (28,1%)  |
| Укупно            | 31.340         | 30.719         |